# Piancó
Piancó este un oraș în Paraíba (PB), Brazilia.